# Antonio Mairena
Antonio Mairena, artiestennaam van Antonio Cruz García (Mairena del Alcor, provincie Sevilla, 1909 – Sevilla, 1983), was een vermaard flamencocantaor (zanger) en de leidende figuur van de beweging in de jaren vijftig en zestig van de 20e eeuw die de wederopstanding en behoud van de traditionele flamenco voorstond.

## Biografie
Geboren in een gitanofamilie (Spaanse zigeuners) van smeden leerde Antonio zingen in de omgeving van zijn familie. Als flamenco persoonlijkheid was hij de meest invloedrijke leider van de beweging van flamencoartiesten en intellectuelen die de in hun ogen pure, authentieke flamenco-stijlen (flamenco puro) wilden behoeden voor de ondergang. Mairena redde of herschiep een grote hoeveelheid cantes die nagenoeg uit het bestaande repertoire verdwenen waren. Daarnaast publiceerde hij een veelheid aan artikelen en boeken waarvan Mundo y formas del cante flamenco het bekendste is, en waarin hij zijn visie op de flamenco en de flamencohistorie openbaarde.
Antonio de Mairena beschouwde zich als de legitieme opvolger van de flamencokunst van Manuel Torre, de archetypische cantaor uit Jerez. Hij erkende de belangrijke invloeden van andere maestro's als Tomás Pavón en Joaquín él de la Paula, zijn eerste leermeester, over wie hij ook een biografie schreef.
Hij won diverse grote prijzen, waarvan de meest belangrijke wel de Llave de Oro del Cante (Gouden Sleutel van de Cante Flamenco), die hij won tijdens het derde Concurso de Córdoba (Concours van Córdoba) in 1962. Dit concours werd speciaal georganiseerd om hem deze prijs toe te kennen, waarbij het concours een leuke omlijsting was in het geheel. Zijn waarde in zijn strijd tot behoud van de flamenco wordt door niemand betwist, waardoor de prijs hem niet werd misgund (Álvarez Caballero 1995).

## Zijn werk
Mairena excelleerde in de meer serieuze, plechtige palos van gitano origine, de Cante jondo - als de Tonás, Martinetes, Soleá, en Siguiriyas, waarvan hij zo niet alle, dan toch wel de meeste, traditionele cantes en variaties op plaat zette. De waarde van zijn artistieke nalatenschap is controversieel. Aan de ene kant wordt hij door veel aficionadas (flamencokenners) en critici beschouwd als grote voorbeeld, zijnde de personificatie van de meest authentieke flamenco, en restaurateur van de traditionele vormen. Aan de andere kant zijn er mensen die hem als buitengewoon orthodox, academisch en koud beoordelen en zijn visie op de flamenco als verlammend ervaren, deze zelfs als bedreiging voelen ten aanzien van aankomende evolutie van flamenco. Hij wordt vaak beschuldigd van etnische vervuiling, waarbij hij de flamenco kwaliteit van zigeuner oorsprong zwaar zou 'over benadrukken', intussen op alles wat zich van buiten zigeuner oorsprong aandiende neerbuigend bekijkend.
Er zijn beschuldigingen dat er nogal wat van de cantes (liederen), door Mairena uit de vergetelheid gered, feitelijk door hem werden gecomponeerd. Dit laatste heeft hij altijd stellig ontkend. In zijn conservatieve visie geloofde hij dat er in de flamenco geen ruimte was voor nieuwe creaties: de moderne cantaores mochten met hun werk de traditionele overerfde grenzen niet passeren. Veel van de door hem geredde cantes maken tegenwoordig deel uit van het standaard repertoire van de meeste flamenco artiesten.

## Schrijver en intellectueel
In 1963 verscheen het boek Mundo y formas del cante flamenco van Antonio Mairena en zijn goede vriend en dichter Ricardo Molina. Het betreft een uitgebreide studie over de oorsprong en de ontwikkeling van de flamenco, alsook een beschrijving van de diverse stijlen en de ontwikkeling van hieruit naar afgeleide stijlen. Het boek wordt nog altijd beschouwd als een der standaardwerken over flamenco. De grote kritiek is dat Mairena - Molina de zigeuners als primaire bron van de flamenco accepteren zonder kritische kanttekeningen, waar anderen argumenteren, mede op grond van steeds meer bewijs, dat zigeuners een belangrijke pijler in het geheel zijn, maar zeker niet de enige pijler.
Verder schreef hij een biografie Joaquín el de Paula, gran artífice del Cante por Soleá de Alcalá. Het betreft een uitgebreide biografie van de cantaor (flamencozanger) met de artistennaam Joaquín el de Paula (Fernández Franco 1875 – 1933).

## Discografie
- Fiesta por bulerías y fandangos (1941)
- Bulerías y fandangos (1941)
- Disco de Tánger (1944)
- Bulerías y soleares (1950)
- Bulerías jerezanas y fandangos (1950)
- Alegrías y seguiriyas (1950)
- Bulerías y soleares (1950)
- Con Antonio y Carmen Rojas al baile (1952)
- Disco de Londres (1954)
- Cantes de Antonio Mairena (1958)
- Sevilla cuna del cante flamenco (1959)
- Cinco grabaciones en disco de amianto para uso personal de Antonio Mairena (1960)
- Antología del cante flamenco y cante gitano dirigida por Antonio Mairena (1960)
- Duendes del cante de Triana (1963)
- Noches de la Alameda (1963)
- Tangos de Andalucía (1963)
- La llave de oro del cante flamenco (1964)
- Cien años de cante gitano (1965)
- La gran historia del cante gitano-andaluz (3LP) (1966)
- Sevilla por bulerías (1967)
- Festival de Cante Jondo Antonio Mairena (1967)
- Misa flamenca en Sevilla (1968)
- Mi cante por Saetas (1969)
- Honores a la Niña de los Peines (1969)
- Mis recuerdos de Manuel Torre (1970)
- La fragua de los Mairenas (1970)
- Cantes festeros de Antonio Mairena (1972)
- Grandes estilos flamencos (1972)
- Antonio Mairena y el cante de Jerez (1972)
- Cantes de Cádiz y los Puertos (1973)
- Triana, raíz del Cante (1973)
- Grabación de su participación en el Festival de la Unión (1974)
- Esquema histórico del cante por siguiriyas y soleares (1976)
- El calor de mis recuerdos (1983)
- Antonio Mairena Chant du Monde

## Boeken
- Joaquín el de Paula, gran artífice del Cante por Soleá de Alcalá. Antonio Mairena.
- Mundo y formas del cante flamenco. Antonio Mairena y Ricardo Molina. (1963)